# Snyder (Texas)
Snyder település az Amerikai Egyesült Államok Texas államában, Scurry megyében, melynek megyeszékhelye is. Lakosainak száma 11 438 fő (2020. április 1.).

## Népesség
A település népességének változása:

| 2010 | 11 202 |
| 2020 | 11 438 |